# 普拉纳尔图-达塞拉
普拉纳尔图-达塞拉是巴西马托格罗索州的一个市镇。总面积2454.108平方公里，总人口2752人，人口密度1.1人/平方公里。